# Ostrów (obwód kijowski)
Ostrów (ukr. Ostriw) – wieś na Ukrainie, w rejonie białocerkiewskim obwodu kijowskiego.